# Trite ponapensis
Trite ponapensis es una especie de araña saltarina del género Trite, familia Salticidae. Fue descrita científicamente por Berry, Beatty & Prószyński en 1997.
Habita en isla Carolina.